# Testament (skupina)
Testament je ameriška thrash metal skupina iz Berkeleya v Kaliforniji (ZDA), ustanovljena leta 1983. Velja za eno izmed najbolj popularnih zasedb thrash metal scene iz 1980-ih, v zadnjih tridesetih letih pa so prodali na milijone albumov po celem svetu. Prvotno se je skupina imenovala Legacy, vendar pa so ime pred izdajo prvega studijskega albuma The Legacy spremenili v Testament, saj zaradi avtorskih pravic imena The Legacy niso mogli obdržati, ker ga je leta prej registrirala jazz zasedba z istim imenom.
Od svoje ustanovitve je zasedba doživela številne spremembe, edini stalni član je kitarist Eric Peterson. Med najbolj znanimi bivšimi člani zasedbe so Steve Souza, Louie Clemente, Dave Lombardo, Paul Bostaph, James Murphy in Steve DiGiorgio.
Do sedaj so izdali 10 studijskih albumov, štiri žive albume in šest kompilacijskih albumov. Že s svojim prvencem The Legacy, ki so ga izdali leta 1987, so doživeli veliki uspeh, preostali albumi pa so samo še potrdili njihovo veličino na thrash metal sceni. Testament veljajo za enega izmed najpomembnejših metal bandov vseh časov.

## Zgodovina
Zasedba je bila ustanovljena v San Francisco Bay Area leta 1983. Ustanovila sta jo bratranca Eric Peterson in Derrick Ramirez in se je prvotno imenovala Legacy.  Po začetnih spremembah se je zasedba ustalila v postavi Eric Peterson, Alex Skolnick, Chuck Billy, Greg Christian in Louie Clemente, ki je izdala albume The Legacy, The New Order, Practice What You Preach, Souls of Black in The Ritual. Alex Skolnick in Louie Clemente sta potem zapustila zasedbo. Leta 1994 je zasedba izdala album Low, z Johnom Tempesto na bobnih in Jamesom Murphyjem na kitari. Zasedba je doživela še eno spremembo in album Demonic, ki so ga izdali leta 1997, so posneli v zasedbi Chuck Billy, Eric Peterson, Derrick Ramirez, Gene Hoglan in Glen Alvelais. Tudi po tem albumu je zasedba doživela nov spremembo in je posnela album The Gathering leta 1999 v zasedbi Chuck Billy, Eric Peterson, James Murphy, Steve DiGiorgio in Dave Lombardo. Skupina je do leta 2008, ko so izdali naslednji studijski album The Formation of Damnation, ponovno doživljala spremembe zasedb. Povrh vsega je Chuck Billy leta 2001 zbolel za rakom, katerega okrevanje je trajalo vse do leta 2003. Album The Formation of Damnation so posneli v zasedbi Eric Peterson, Chuck Billy, Alex Skolnick, Greg Christian in Paul Bostaph. Potem so minila štiri leta do naslednjega studijskega albuma Dark Roots of Earth, ki je bil izdan leta 2012, kjer je Paula Bostapha na bobnih ponovno zamenjal Gene Hoglan. 2013 je iz banda ponovno odšel Greg Christian, zamenjal pa ga je Steve DiGiorgio.
Leta 2015 je s TESTAMENT nastopil slovenski basist Tilen Hudrap (Pestilence, U.D.O, Vicious Rumors, Paradox, Thraw, Doro, Scepsis...), ki je na povabilo ustanovnega kitarista Erica Petersona na Severno-Ameriških datumih (najbolj pomembno pa na Heavy Montreal festivalu v Kanadi pred 75 000 obiskovalci (Testament, Faith no More, Arch Enemy, Lamb of God, Slipknot, Ihsahn, Korn...) zamenjal Stevea DiGiorgia. Hudrap je nadaljeval sodelovanje z zasedbo in leta 2015 igral na solo izdaji Erica Petersona, imenovani "Winter Sun", ki jo je posnel s kanadsko pevko irskega rodu LEAH. Hudrap je leta 2018 gostoval tudi na albumu "Dominion" Petersonovega banda Dragonlord, ki je bil izdan preko založbe Spinefarm/Sony z globalno distribucijo.

## Zasedba

### Trenutna zasedba
- Eric Peterson - kitara (1983-)
- Chuck Billy - vokal (1986-)
- Alex Skolnick - kitara (1983-1993, 2001, 2005-)
- Greg Christian - bas (1983-1996, 2004-)
- Gene Hoglan - bobni (1996-1997, 2011-)

### Bivši člani /session člani
Vokal
- Derrick Ramirez - (1983–1984)
- Steve Souza – (1985–1986)

Kitara
- Glen Alvelais – (1993, 1997–1998)
- James Murphy – (1994–1996, 1998–2000)
- Steve Smyth – (2000–2004)
- Mike Chlasciak – (2002, live 2004-2005)

Bas
- Greg Christian – (1985-1998, 2003-2014)
- Steve DiGiorgio – (1998–2003, 2014- )
- Tilen Hudrap - (2015, live)

Bobni
- Mike "The Rottweiler" Ronchette - (1983)
- Louie Clemente – (1983–1993, 2005)
- John Tempesta – (1993–1994, 2001, 2005, 2011)
- Jon Dette – (1994–1995, 1997, 1999)
- Chris Kontos – (1995)
- Dave Lombardo – (1998–1999)
- Jon Allen – (1999–2004, 2007, 2011)
- Nick Barker – (2006–2007)
- Paul Bostaph – drums (1993, 2007–2011)

## Diskografija
Studijski albumi
- The Legacy (1987)
- The New Order (1988)
- Practice What You Preach (1989)
- Souls of Black (1990)
- The Ritual (1992)
- Low (1994)
- Demonic (1997)
- The Gathering (1999)
- The Formation of Damnation (2008)
- Dark Roots of Earth (2012)
- Titans of Creation (2020)

Živi albumi
- Live at the Filmore (1995)
- Live in London (2005)
- Live at Eindhoven '87 (2009)

Kompilacijski albumi
- The Best of Testament (1996)
- Signs of Chaos (1997)
- The Very Best of Testament (2001)
- First Strike Still Deadly (2001)
- Days of Darkness (2004)
- The Spitfire Collection (2007)

Video albumi
- Seen Between the Lines (1991) (VHS)
- Live in London (2005) (DVD)

## Koncerti v Sloveniji
- Metalcamp 2006
- Metalcamp 2009
- Metalcamp 2012
- Kino Šiška 2017
- Kino Šiška 2023

## Povezave
- Uradna spletna stran